# Кіптиха
Кіптиха — водно-болотний масив, ботанічний заказник місцевого значення в Україні. Розташований між селами Нападівкою і Краснолукою Кременецького району Тернопільської області.
Площа — 40 га. Створений відповідно до рішення Тернопільської обласної ради від 18 березня 1994. Перебуває у віданні ВАТ «Лановецький райагрохім».
Під охороною — водно-болотна рослинність, типова для Західного Лісостепу.

## Галерея

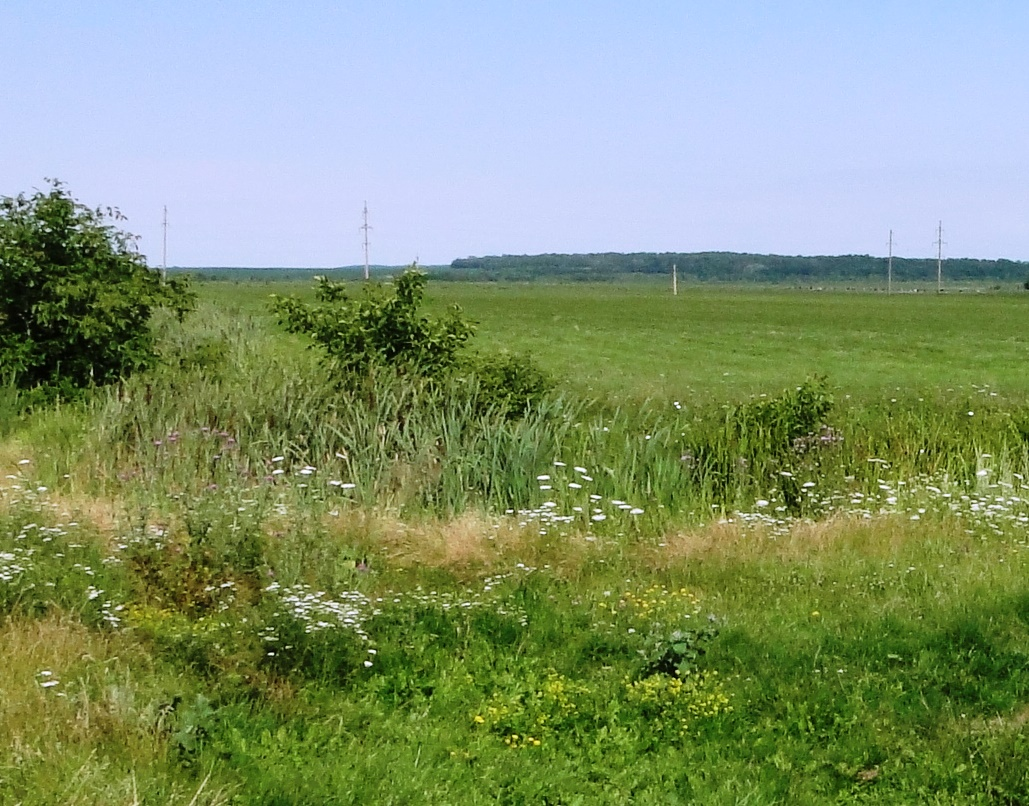
Кіптиха